# Mikolas Josef

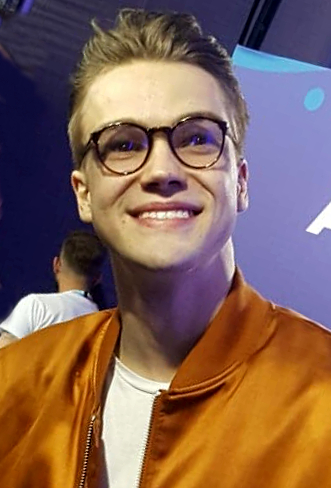
Mikolas Josef (2018)

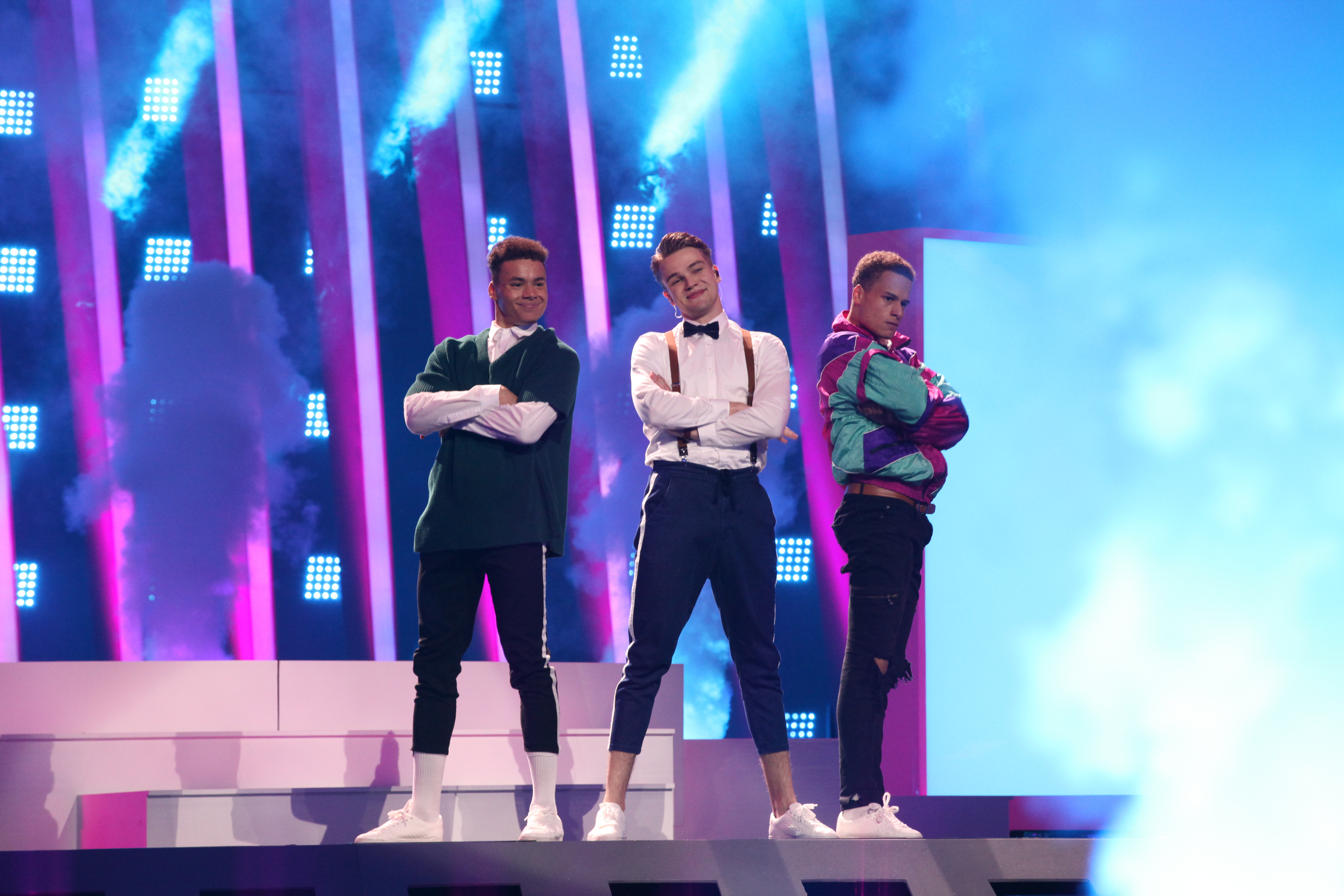
Mikolas Josef beim ESC 2018

Mikolas Josef (tschechisch Mikoláš Josef, * 4. Oktober 1995 in Prag) ist ein tschechischer Musiker und Model.

## Leben und Karriere
Mikolas Josef wurde in eine musikalische Familie hineingeboren, wuchs in Prag und Znojmo auf und begann im Alter von fünf Jahren mit dem Gitarrespielen. Er besuchte eine englische Schule in Prag, die er mit Bestnoten abschloss. Als 17-Jähriger erhielt er von der London Academy of Music and Dramatic Art die Goldmedaille für Einzelschauspielerei. Im selben Jahr begann er für Diesel und Prada zu modeln und widmete sich, als er seine Modelkarriere nach neun Monaten beendete, der Musik. Hierbei tourte er durch Prag, Wien, Zürich, Hamburg und Oslo. Seine erste Single Hands Bloody veröffentlichte er 2015. Weitere Lieder waren Free und Believe (beide 2016). Danach lebte er für ein Jahr in Wien, wo er von Nikodem Milewski gefördert wurde.
Er bewarb sich mit seinem vierten Lied, zu dem auch Milewski beigetragen hat, bei Eurovision Song CZ 2018, dem tschechischen Vorentscheid zum Eurovision Song Contest 2018. Sein Beitrag Lie to Me wurde in die sechs finalen Lieder aufgenommen. Am 22. Januar wurde bekanntgegeben, dass er mit 68 von 120 Punkten das Jury-Voting gewonnen hat und eine Woche später wurde mitgeteilt, dass er nach Auszählung des Onlinevotingergebnisses Tschechien beim Eurovision Song Contest vertreten wird. Beim Finale des Wettbewerbs schließlich erreichte er den sechsten Platz und damit die bisher beste Platzierung für sein Land.
Seit April 2018 steht Mikolas Josef beim Label RCA Records von Sony Music unter Vertrag.
Im Frühjahr 2020 kündigte er seinen Vertrag bei Sony. Am 31. August 2020 löschte er alle bisherigen Posts auf Instagram, da er sich von sich selbst entfremdet fühlte und im Frühjahr einen Burnout hatte.
Am 12. Oktober 2020 veröffentlichte er Lalalalalalalalalala eine weitere Single. Am 24. März 2023 erschien die Single Boys Don't Cry.

## Diskografie

### Singles
- 2015: Hands Bloody
- 2016: Free
- 2016: Believe (Hey Hey)
- 2017: Lie to Me
- 2018: Lie to Me (Spanish Version)
- 2018: Me Gusta
- 2019: Abu Dhabi
- 2019: Acapella (featuring Fito Blanko & Frankie J)
- 2019: Colorado
- 2020: Lalalalalalalalalala
- 2023: Delilah
- 2023: Boys Don’t Cry
- 2023: Never Get Over You
- 2025 Samba